# Cisco (chanteur)
Pour les articles homonymes, voir Cisco (homonymie).
Stefano Bellotti (né le 29 juillet 1968 à Carpi), mieux connu sous le nom de Cisco, est un chanteur italien.

## Biographie

### Enfance et débuts
Le surnom de Cisco lui vient de sa passion pour le football. Lorsqu'il en jouait avec ses amis, il portait un t-shirt sur lequel était inscrit le mot « San Francisco », qui s'est progressivement effacé jusqu'à ce qu'il ne reste plus que les cinq dernières lettres, à savoir « Cisco ».
Passionné de musique depuis l'enfance, Cisco assimile les chansons et la musique de nombreux auteurs-compositeurs-interprètes italiens tels que Francesco Guccini, Lucio Dalla, Fabrizio De André, Francesco De Gregori, Roberto Vecchioni, Enzo Jannacci, en écoutant son frère aîné Marco Bellotti. Plus tard, il commence à écouter des groupes internationaux tels que les Beatles, Led Zeppelin, Deep Purple et Pink Floyd. Il est également influencé par The Pogues, caractérisé par l'utilisation de flûtes, d'accordéons et de violons, joués dans un style punk rock et énergique.
Il s'intéresse ensuite aux sonorités folk, en commençant par la musique irlandaise et britannique (Christy Moore, The Bothy Band, Planxty, Chieftains), puis aux sonorités balkaniques (Goran Bregović, Cociani Orchestra), et enfin au monde latin (Les Négresses vertes, Mano Negra, Manu Chao, Buena Vista Social Club) ; des artistes comme Bob Dylan ont également joué un rôle important dans son évolution en tant qu'auteur-compositeur. Dans ses textes, sa culture et sa curiosité pour ses racines sont inspirées par les histoires transmises par ses grands-parents et les anciens de la famille sur les partisans, les récits de guerre et les chansons de sa mère, une ancienne mondaine.
Une autre source d'inspiration pour Cisco est sa passion pour les voyages, qui l'a amené à parcourir l'Europe, visitant des pays tels que la Norvège, la Suède, le Danemark, l'Angleterre, l'Écosse, la Hongrie et l'Espagne, jusqu'à ce qu'il atteigne le voyage « qui m'a profondément changé, culturellement et musicalement » : l'Irlande. Le voyage qu'il effectue en solo en Patagonie à la fin de l'année 1996 est également fondamental pour Cisco. Ce voyage marque profondément sa pensée, en insérant une imagerie utopique latino-américaine dans son mode de pensée typique de l'Europe de l'Ouest.

### Avec Modena City Ramblers (1992–2005)
Cisco rencontre les Modena City Ramblers en février 1992, lors d'un de leurs concerts au Kalinka, un club de Carpi. Intéressé par ce groupe qui jouait de la musique irlandaise dans le style des Pogues, Cisco s'y rend et est invité à monter sur scène pour interpréter quelques chansons du répertoire irlandais, dont Wild Rover, Irish Rover et If I Should Fall From Grace With God. À partir de ce moment, Cisco devient, avec Alberto Morselli, le chanteur des Modena City Ramblers. Plus tard, après le départ d'Alberto, Cisco est devenu le seul chanteur du groupe.
Au sein du groupe, Cisco a produit la première bande démo Combat Folk avec le groupe émilien en 1993, ainsi que neuf albums ultérieurs : Riportando tutto a casa (1994), La grande famiglia (1996), Terra e libertà (1997), Raccolti (1998), Fuori campo (1999), Radio Rebelde (2002), Gocce (2004), ¡Viva la vida, muera la muerte! (2004) et Partisan Notes (2005). Avec les Ramblers, il compte 700 000 albums vendus et plus de 1 200 concerts en Italie et en Europe.
Au cours de la même période, Cisco collabore avec le groupe Casa del vento, très similaire aux Ramblers en termes de chansons et de style. Cette collaboration donne naissance à l'album Novecento, sorti en 2001, inspiré du film de Bernardo Bertolucci et des événements sociaux et culturels qui ont secoué le monde à l'époque. La sortie de l'album est suivie d'une tournée avec le groupe Casa del vento. Cisco quitte les Ramblers à la fin de l'année 2005.

### Débuts de carrière solo (2005–2008)
« Après quatorze ans de chansons, de scènes, de voyages et d'expériences partagées, en raison de choix de vie et de besoins personnels, Stefano « Cisco » Bellotti a décidé de prendre une autre route que celle des Modena City Ramblers. Après une longue période de réflexion et de confrontation, en parfait accord, nous rendons publique cette décision. Rien de ce qui a été fait ensemble ne sera perdu et représente un patrimoine commun. » C'est par ces mots que les Modena City Ramblers annoncent, le 18 novembre 2005, leur séparation avec Stefano Cisco Bellotti, qui déclare vouloir prendre quelques mois de repos. Après quelques collaborations sur des disques avec d'autres artistes (comme Casa del vento et Fiamma Fumana), Cisco se consacre à l'enregistrement de son premier album solo, intitulé La lunga notte, qui sort le 1er septembre 2006.

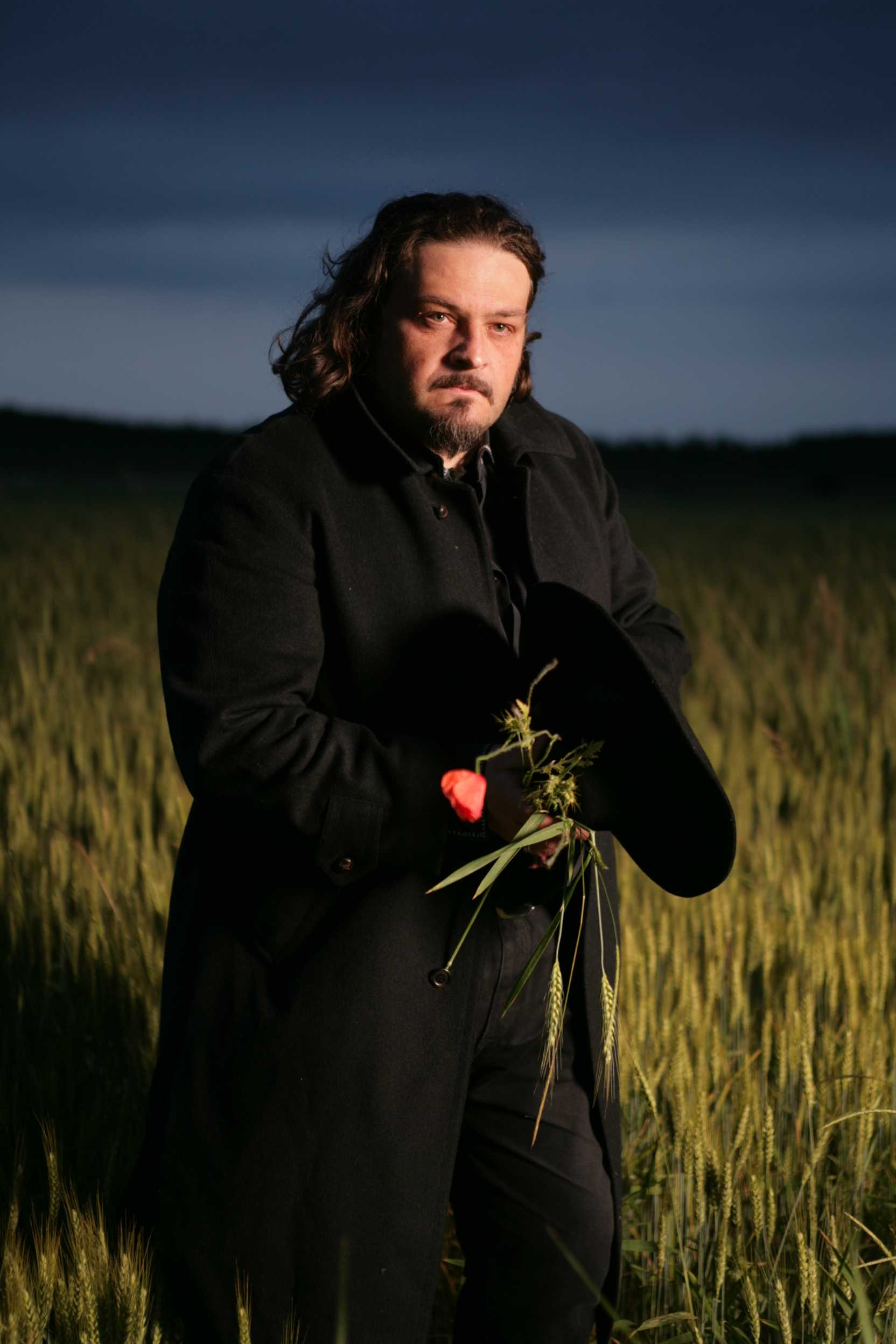
Stefano « Cisco » Bellotti.

Le 27 octobre 2007, il enregistre un concert à guichets fermés lors de la dernière date de la tournée Venite a Vedere, à l'auditorium Puecher de Milan. À cette occasion, l'auteur-compositeur-interprète de Carpi présente un groupe de six musiciens, dont Francesco Magnelli (ancien claviériste de CCCP). Le style musical de Cisco passe des sons tziganes à une véritable écriture de chansons. Le 8 janvier 2008, Cisco devient père d'Ettore Olmo Bellotti (à qui il dédie la chanson Olmo de l'album Il mulo) et partage son temps entre l'Émilie et la Ciociaria, terre d'origine de sa compagne Chiara. Lors d'une interview accordée à la chaîne PdCITV, il déclare attendre son deuxième fils.

### Il mulo, concerts et tournées (2008–2009)
En mars 2008, il annonce le début de l'enregistrement d'un nouvel album intitulé Il mulo, qui sort le 5 septembre 2008.Le thème principal est l'obstination avec laquelle cet animal cherche son propre chemin, sans suivre les modes, sans tomber dans la superficialité des apparences, en continuant à résister aux coups de pied et aux coups de poing qu'il reçoit chaque jour. Il mulo trouve dans les petites satisfactions quotidiennes cet enthousiasme qui lui permet de s'en foutre et d'aller toujours de l'avant, avec un entêtement positif. En d'autres termes, il est l'exemple que tout être humain devrait suivre. L'album est le fruit de la collaboration de Giovanni Rubbiani (anciennement Modena City Ramblers) et de Francesco Magnelli (anciennement CSI).
Le 22 septembre 2008, Cisco se produit pour la première fois avec Nomadi. L'événement a lieu à Turin ; pour l'occasion, Cisco interprète la chanson Bella ciao en duo avec Danilo Sacco, puis s'essaye à Atomica cinese, une chanson de Francesco Guccini que Cisco avait interprétée avec les Ramblers pour l'hommage à Augusto Daolio, et dans une version inédite de Io vagabondo.
« Je pense que c'était un bon test et une bonne « expérience musico-sociologique » de tenir la place, même si ce n'était pas pour longtemps, 6-7 minutes, avec une chanson vocale rythmée sur un tambour. » C'est en ces termes que Cisco décrit sa prestation lors du concert du 1er mai à Rome en 2009. Il se produit à l'aide d'un seul bodhrán devant un public de 800 000 personnes. Il interprète dans l'ordre Terra rossa, Contessa et I cento passi.
Le 9 novembre 2009 naît Bianca, le deuxième enfant de la famille Bellotti. Le 11 décembre 2009, l'album live Live - Volume One sort. La raison principale qui a poussé Cisco à réaliser un tel album est le désir de l'artiste de s'essayer à la dimension qui lui est la plus familière, à savoir le spectacle vivant. L'album, qui rassemble des expériences et des performances en direct, voit la collaboration du groupe Bandabardò, des artistes Enzo Avitabile, Francesco Magnelli, de l'Orchestra Multietnica d'Arezzo et de Massimo Bubola.

### 40 Anni Tour(2010)
En février 2010, Cisco se lance dans la tournée 40 Years - Stories of Ramblers, of Innocence, of Experience. La tournée mettait en scène Cisco lui-même (chant, bodhrán, guitare), Giovanni Rubbiani (guitares) et Alberto Cottica (accordéon, claviers), trois des fondateurs des Modena City Ramblers. Le nom de la tournée est choisi parce que c'était déjà le titre d'une chanson des Modena City Ramblers, ainsi que l'âge du trio. La tournée est bien suivie. Il y a une vingtaine de dates, dont la plupart se déroulent dans des théâtres ou des petites salles. Lors des concerts à La Claque à Gênes et au Teatro Salomone à Cherasco (ce dernier organisé par Silvio Genesio et Licia Innocenti, qui sont toujours de grands amis et collègues de Cisco), les morceaux qui donnent vie à l'album 40 anni in concerto sorti en 2016 sont enregistrés.
Le 23 avril 2010, dans l'auditorium polyvalent de Fiera di Primiero, dans la Province de Trente, a lieu le premier concert de Fatica da coltivare, un spectacle issu de la collaboration entre Cisco et le Coro delle Mondine di Novi.
Le 25 avril 2011, l'auteur-compositeur-interprète reçoit le prix Renato Benedetto Fabrizi, dans la section « art ». Le prix est institué par la section ANPI d'Osimo dans la province d'Ancône et est dédié à la mémoire de l'antifasciste Renato Fabrizi d'Osimo.

### Giulio Cavalli (2011–2015)
Entre 2011 et 2015, Cisco collabore à deux concerts écrits et interprétés par Giulio Cavalli. Il s'agit des monologues théâtraux intitulés L'innocenza di Giulio, dans lesquels est racontée l'histoire du procès de la figure controversée de Giulio Andreotti, et L'amico degli eroi, dans lequel est reconstitué l'entrelacement des affaires, de la politique et de la mafia, à partir des documents relatifs aux procès de Marcello Dell'Utri, Vittorio Mangano et Silvio Berlusconi. Cisco s'est occupé de la partie musicale des productions, composant également quelques titres inédits et intervenant dans certaines représentations avec des performances en direct.

### Retour avec Modena City Ramblers (2012–2018)
Le 25 juin 2012, Cisco se produit au stade Renato-Dall'Ara lors du concert Emilia : live ; un événement organisé pour récolter des fonds afin de venir en aide aux populations touchées par les séismes avec les Modena City Ramblers, interprétant les chansons Viva la Vida et I Cento Passi,.
En 2014 sort Oh Belli Ciao (Ecco perché ho lasciato i Modena City Ramblers), une autobiographie fictive écrite à quatre mains avec son ami Carlo Albè, qui avait déjà collaboré aux paroles de la chanson dédiée à Augusto Daolio contenue dans l'album Fuori i secondi. Le roman décrit le voyage de Cisco à Borgo Valsugana, où a lieu le dernier concert des Modena City Ramblers, et rassemble quelques anecdotes sur les 14 années qu'il a passées au sein du groupe. Une tournée de présentation suit la sortie du livre, à laquelle participe le coauteur Carlo Albè.

### Indiani e cowboy
Le 11 avril 2019, le nouvel album de Cisco, Indiani e cowboy, sort chez Incipit Records, un album né en Émilie et terminé en Amérique, plus précisément au Texas, avec le musicien et producteur Rick Del Castillo.
À l'occasion de la sortie du nouvel album, Cisco, en plus de publier le premier single Erba Cattiva, a lancé une campagne de financement participatif pour tous les fans désireux de soutenir financièrement le projet en échange de récompenses.

### Période Covid-19
Avec le début de l'année 2020 et l'arrivée du confinement lié au Covid-19, Cisco décide de commencer un programme régulier de chansons chantées en direct de son grenier sur ses réseaux sociaux, cela lui donnera de l'inspiration pour la création de son nouvel album qui ne consistera pas en un CD mais en deux, un avec des chansons inédites enregistrées en studio, et un avec des chansons chantées en direct acoustiquement et enregistrées directement dans son grenier. Comme pour Indiani e cowboy, Cisco décide de lancer une nouvelle campagne de financement participatif et met également en place diverses récompenses. La campagne permet d'atteindre la somme de 25 664 €. L'album sort finalement le 28 octobre 2021, avec une dédicace à Erriquez, décédé en février de la même année.

### Non fa paura(bandabardò)

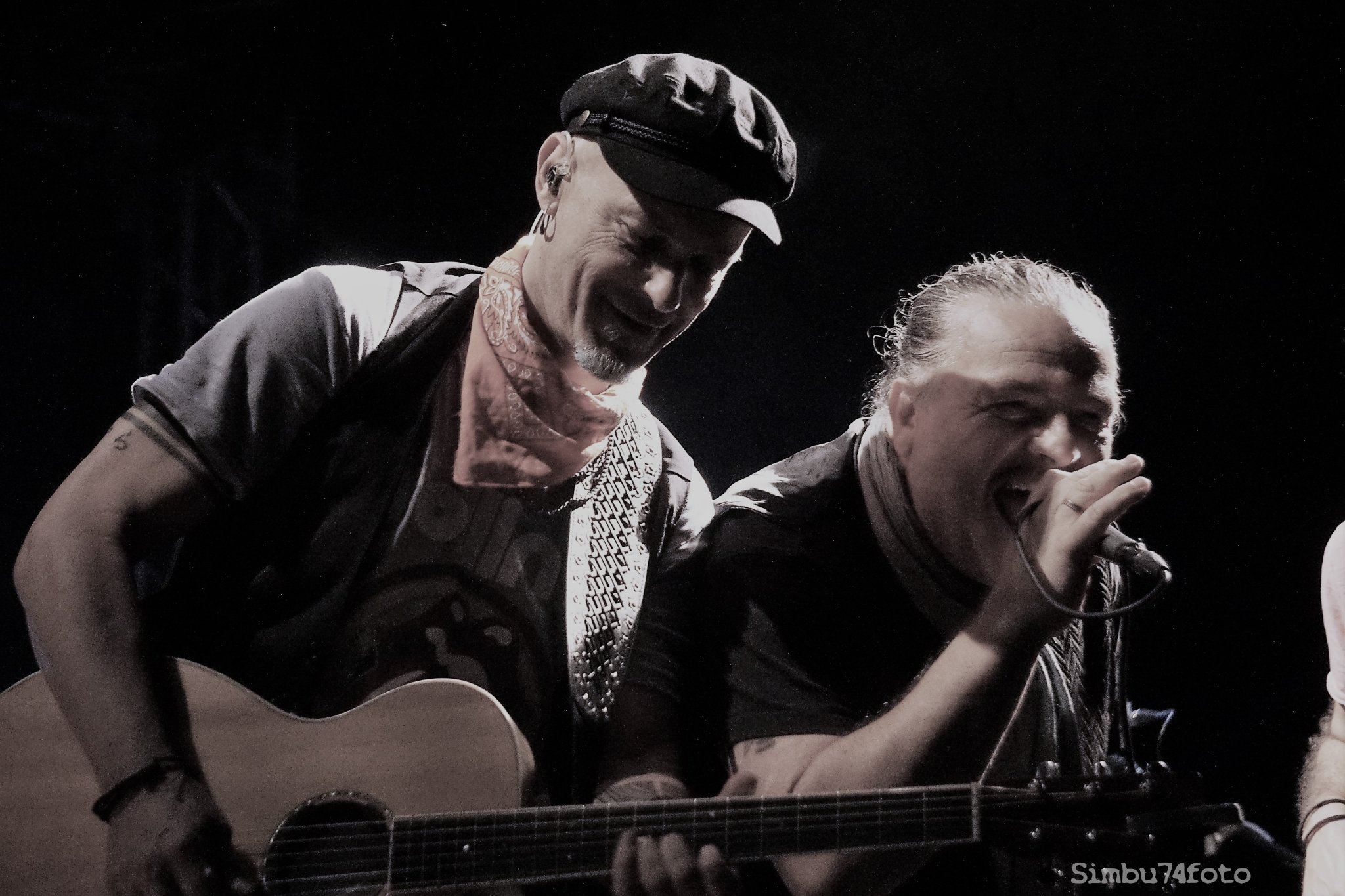
Cisco Bellotti avec Finaz dans un concert de Bandabardò - Niente Paura Tour 2022 - Celico (CS).

Le 24 janvier 2022, Bandabardò et Cisco annoncent sur différents réseaux sociaux leur nouveau projet, une tournée d'été ensemble pour une collaboration et pour relancer la machine du groupe brisée par la perte du chanteur, pendant les différentes répétitions ils décident d'écrire un single, ils réussissent si bien dans leur intention qu'ils finissent par enregistrer un album entier intitulé Non fa paura et commencent ainsi le Non fa paura Tour, l'album est enregistré au studio Bunker de Cisco et terminé à l'enregistrement Moma, et est produit par Alessandro Finazzo (Finaz), Alessandro Nutini (Nuto) et Cantax.
Pour présenter l'album, le groupe et Cisco jouent In Patagonia, Manifesto et Cento Passi au Concerto del Primo Maggio 2022. La tournée d'été se termine le 30 septembre à Alghero et dure environ 5 mois. Le lendemain, Cisco annonce que la collaboration avec Bandabardò n'était pas terminée et que de nouvelles choses seraient annoncées. Entre-temps, ils annoncent également qu'ils avaient remporté le prix Pierangelo Bertoli avec Francesco Gabbani, Irene Grandi et Roberto Vecchioni.

## Discographie

### Albums studio
- 2006 : La lunga notte
- 2008 : Il mulo
- 2012 : Fuori i secondi
- 2015 : Matrimoni e funerali
- 2016 : I dinosauri (avec Alberto Cottica et Giovanni Rubbiani)
- 2019 : Indiani e Cowboy
- 2021 : Canzoni dalla soffitta + Live dalla soffitta

### Albums live
- 2009 : Dal vivo - Volume uno
- 2012 : 30 anni di ortodossia - Reggio Emilia 29 agosto 2012 (avec Massimo Zamboni, Nada, Angela Baraldi, Fatur et Giorgio Canali)
- 2013 : Dal vivo - Volume due
- 2016 : 40 Anni - Storie di Ramblers, d’innocenza, d’esperienza (avec Alberto Cottica (it) et Giovanni Rubbiani)

### Collaborations
- 2003 : I ratti della Sabina - Circobirò, avec le morceau Il mercante
- 2006 : Gang -  Il seme e la speranza, avec la voix et le chœur sur This Land Is Your Land
- 2006 : Fiamma Fumana - Onda, voce in Strade d'Appennino
- 2006 : Guido Foddis - Italia Gangbang, voix sur Il nuovo Eldorado
- 2006 : Casa del vento Il grande niente, voix sur Per le strade
- 2009 : AA.VV. Nessuna pietà, voix sur Popolo sovrano
- 2009 : Dal Profondo, avec le morceau I cento passi
- 2009 : Gli Avvoltoi - Un uomo rispettabile
- 2010 : Banda Bassotti - Check Point Kreuzberg - Live at SO36 - Berlin, voix sur Bella ciao
- 2018 : Graziano Romani - A ruota libera / Freewheeling: the duet album, voix sur Moira del circo
- 2019 : Selvaggi Band - Granelli di sale, voix sur Per un pugno di sale
- 2021 : Fabio Curto - Rive, Vol.2, voix sur La Terra Dei Miei Figli
- 2022 : Bandabardò et Cisco - Non fa paura

### Avec Modena City Ramblers
- 1993 : Combat Folk
- 1994 : Riportando tutto a casa
- 1996 : La grande famiglia
- 1997 : Terra e libertà
- 1998 : Raccolti
- 1999 : Fuori campo
- 2002 : Radio Rebelde
- 2004 : Gocce
- 2004 : ¡Viva la vida, muera la muerte!
- 2005 : Appunti partigiani
- 2009 : Modena City Ramblers - The Universal Music Collection

### Avec La Casa del Vento
- 2001 : Novecento